# Brevipalpus cnidosculos
Brevipalpus cnidosculos är en spindeldjursart som beskrevs av Baker och James P. Tuttle 1987. Brevipalpus cnidosculos ingår i släktet Brevipalpus och familjen Tenuipalpidae. Inga underarter finns listade.